# Tim Sweeney
Timothy D. Sweeney (Potomac, dicembre 1970) è un informatico statunitense, programmatore di videogiochi per computer ed è il fondatore di Epic Games. È principalmente conosciuto per il suo lavoro svolto nello sviluppo del motore grafico Unreal Engine.
Attualmente risiede a Raleigh, in Carolina del Nord.

## Biografia
Sweeney creò Epic come compagnia shareware mentre studiava ingegneria meccanica all'università del Maryland. Sweeney rivelò che sin dai 10 anni di età si era interessato allo sviluppo dei videogiochi e della programmazione. Tim iniziò a creare giochi nella cantina della casa dei suoi genitori. Il primo prodotto di Epic fu ZZT. Sweeney rivelò in diverse interviste che il successo di ZZT diede il via allo sviluppo del gioco a scorrimento Jill of the Jungle, il successo di quel gioco rese possibile la produzione di un altro, e così via.
La fama di Tim Sweeney raggiunse il suo apice quando iniziò a lavorare sul motore grafico Unreal Engine, usato come base per Unreal e Unreal Tournament e in seguito dato in licenza a molte altre case produttrici di videogiochi.
Per quanto riguarda Unreal Engine 3 e i successivi giochi, Sweeney ha dichiarato di non stare programmando intensamente come fece su progetti precedenti, e dice di stare svolgendo il ruolo di direttore tecnico.